# 29 Aquarii
29 Aquarii, som är stjärnans Flamsteed-beteckning, eller med variabelbeteckning DX Aquarii, är en dubbelstjärna belägen i den mellersta delen av stjärnbilden Vattumannen. Den har en kombinerad skenbar magnitud på 6,39 och kräver åtminstone en handkikare för att kunna observeras. Baserat på parallaxmätning inom Hipparcosuppdraget på ca 5,5 mas, beräknas den befinna sig på ett avstånd på ca 590 ljusår (ca 180 parsek) från solen. Den rör sig bort från solen med en heliocentrisk radiell hastighet på ca 15 km/s.

## Egenskaper
Primärstjärnan 29 Aquarii A är en gul till vit stjärna i huvudserien av spektralklass A2 V. Den har en radie, som är ca 10 gånger större än solens och en effektiv temperatur av ca 6 500 K.
29 Aquarii är ett spektroskopisk dubbelstjärna med en nära cirkulär bana och en omloppsperiod på endast 0,945 dygn, som trots dess närhet inte ser ut att vara en dubbelstjärna.  Omloppsplanet för de två stjärnorna ligger nära siktlinjen från jorden, varför de bildar en förmörkande Algolvariabel. Variabiliteten upptäcktes 1965 av W. Strohmeier från Remeis-Observatoriet i Bamberg, Tyskland. Han upptäckte senare att variationen orsakades av att primärstjärnan periodiskt skymdes av en följeslagare, som är en jättestjärna av spektralklass K0 III.